# Präsidentschaftswahl in Dschibuti 2011
Die Präsidentschaftswahl in Dschibuti 2011 fand am 8. April statt. Ismail Omar Guelleh, der bisherige Präsident, wurde mit 80 Prozent der abgegebenen Stimmen wiedergewählt. Sein Konkurrent Mohamed Warsama Ragueh, ein Anwalt und ehemaliger Richter, erhielt dagegen 19 Prozent der Stimmen. Allerdings boykottierten die Oppositionskoalitionen des Landes die Wahl mit dem Hinweis, dass sie weder frei noch fair seien. Damit standen nur Präsident Guelleh und Ragueh, der  2005 Präsident des Verfassungsrates von Dschibuti war, zur Abstimmung. Auch Ragueh beklagte Unregelmäßigkeiten bei der Stimmabgabe.

## Vorgeschichte der Wahlen
Im April 2010 hatte die Nationalversammlung von Dschibuti einen Verfassungszusatz beschlossen, der es Präsident Guelleh erlaubte, für eine dritte Wahlperiode anzutreten. Bis dahin waren Präsidenten des Landes auf zwei Amtszeiten beschränkt.
Angeregt durch die als Arabischer Frühling bekannt gewordenen Proteste in der arabischen Welt 2010/2011 hatten Demonstranten ab Februar 2011 begonnen, die Absetzung von Präsident Guelleh zu fordern. Bei mindestens zwei Gelegenheiten hatte die Regierung daraufhin Oppositionsführer festgenommen und etliche Demonstranten inhaftieren lassen.
Democracy International (DI), eine von USAID finanzierte Organisation, die seit November 2011 im Land aktiv war, um die Wahlen zu überwachen, war am 21. März von der Regierung aufgefordert worden, das Land zu verlassen, nachdem Regierungsoffizielle ihre Unparteilichkeit angezweifelt hatten. Die  Afrikanische Union sowie die Botschaften der USA und Frankreichs hatten einige Beobachter geschickt, um die Wahlen zu überwachen, ebenso wie verschiedene regionale Organisationen.
Ein weiterer potentieller Kandidat, der Geschäftsmann Abdourahman Boreh, der im selbst gewählten Exil in London lebte, nahm nicht teil, da Guelleh auf dem Wahlzettel stand.
Am 8. Mai 2011 wurde Guelleh für seine 3. Amtszeit vereidigt.

## Ergebnis
| Kandidaten                                   | Parteien                                | Stimmen | %    |
| -------------------------------------------- | --------------------------------------- | ------- | ---- |
| Ismail Omar Guelleh                          | Rassemblement populaire pour le progrès | 89.942  | 80,6 |
| Mohamed Warsama Ragueh                       | Unabhängig                              | 21.605  | 19,4 |
| Gesamt                                       | Gesamt                                  | 111.547 | 100  |
|                                              |                                         |         |      |
| Quellen: Reuters, African Elections Database |                                         |         |      |